# Patos
För andra betydelser, se Patos (olika betydelser).
Patos (grekiska: πάϑος, páthos, "lidelse", "affekt"), ibland pathos, betyder att väcka eller visa känslor. 
I det klassiska Grekland ville man att skulpturer med mera skulle visa känslor, till exempel med munnen en aning öppen. Pathos är också ett viktigt begrepp inom retoriken, som ett av de tre sätten att övertyga, persuasio.

## Retorik
Pathos är ett centralt begrepp inom retoriken som där handlar om de starka känslor som en talare söker väcka hos sina åhörare, samt de känslor som faktiskt väcks hos publiken. Denna sinnesrörelse står oftast i samklang med de känslor som talaren själv visar.
Tillsammans med ethos och logos utgör pathos en del av de grundläggande medlen för att övertyga. Den språkhandling som är knuten till pathos kallas movere och betyder just att röra eller påverka publikens känslor. Beroende på talets syfte kan talaren vilja väcka glädje, ilska, engagemang, medlidande, hopp, förtvivlan, längtan och så vidare. Även frånvaro av känslor hos talaren kan väcka känslor hos publiken.

### Aristoteles
Pathos utgör en del av Aristoteles filosofi om retorik. I sin bok ”Retoriken” talar Aristoteles om tre medel för att övertyga: logos, ethos och pathos. Logos är själva orden, framsagda som bevis för talarens tanke, ethos är talarens karaktär och pathos de känslor som talet väcker hos lyssnarna. Enligt Aristoteles skall ett bra tal innehålla samtliga delar.
Märk väl att det att övertyga innebär att lyssnaren tar till sig och håller med om det du säger, medan lyssnaren vid övertalning endast motvilligt går med på det du säger.

### Pathosargument
Ett pathosargument kan vara uttalat genom ord eller bara visas som en bild eller symbol. Ett uttalat pathosargument innehåller ofta ett eller flera starka ord som skapar associationer och väcker känslor hos publiken. Ett pathosargument kan exempelvis handla om att talaren målar upp en möjlighet. Det kan vara en möjlighet som leder till en bättre framtid. Möjligheter väcker känslor av hopp. Talaren kan också visa på konsekvensen av ett beslut, antingen positiva eller negativa konsekvenser i form av till exempel ett nytt miljöhot. Ett pathosargument används ofta i slutet av ett tal för att exempelvis uppmana åhörarna till att utföra en önskvärd handling som att gå ut i en strid och besegra en fiende. Att använda sig av pathos är också viktigt på liknande sätt när det gäller andra uttrycksformer än tal, som exempelvis litteratur, bilder, musik, film och reklam.
Det finns många exempel på personer med auktoritet som använt sig av pathosargument. Ett exempel var då statsminister Fredrik Reinfeldt under kampanjen inför riksdagsvalet 2006 uppträdde i TV med ett plåster med Pippi Långstrump på fingret. Plåstret var ett pathosargument som framför allt riktade sig till småbarnsföräldrar. Reinfeldt ville visa att han inte bara var politiker utan också pappa och därmed även en helt vanlig människa. Man kan säga att han ville skapa en ”vi”-känsla med andra småbarnsföräldrar.

### Färger
Även färger kan skapa pathoskänslor. I det här fallet är pathos när gestaltning och färger påverkar känslolivet hos mottagaren. Färger kan väcka emotioner, sympatier och antipatier, förväntningar och avståndstagande. De associationer som uppstår när man ser en färg är naturligtvis högst personliga och grundade i egna erfarenheter, preferenser eller aversioner. Som exempel kan vi ta färgen röd. För många väcks tankar på det kommunistiska Kina, hos andra tankar om Socialdemokraterna. Rött kan också stå för kärlek passion, värme, förbud, fara och makt. Buddhisterna säger att rött betyder skaparkraft; för amerikanska urfolk är rött livets färg. Inom kristendomen står rött för kärlek men också för synd. Tolkningen kan också ligga mycket i färgernas nyanser. Genom färger kan man påverka sin publiks känslor trots att de är omedvetna om det. Enbart färgen på en talares klädsel kan alltså väcka olika känslor hos publiken.